# 베를린교통공사
베를린교통공사(Berliner Verkehrsbetriebe, BVG; 과거 명칭 Berliner Verkehrs-Aktiengesellschaft)는 공공 기관으로 지정된 베를린의 대중 교통을 담당하는 회사이다. 베를린과 베를린 광역권 일부에서 베를린 지하철, 베를린 노면전차, 베를린 버스, 페리를 운영한다. 베를린 브란덴부르크 교통조합(VBB) 및 독일 운송회사 협회(VDV)의 회원사이다.

## 역사

### 1990년 이전
1920년 대베를린 설립 이전까지는 대중 교통을 지역 내 여러 독립 회사가 맡았다. 1868년 민간 자본으로 설립된 전 베를린 버스 주식회사(Allgemeine Berliner Omnibus-Actien-Gesellschaft, ABOAG), 1897년 역시 민간 자본으로 설립된 베를린 고가 및 지하철도 회사(Gesellschaft für Hoch- und Untergrundbahnen in Berlin, Hochbangesellschaft) 외에도 여러 노면 전차 회사가 있었다. 제1차 세계 대전 이후 노면 전차 회사들이 합병되어 1920년 12월 13일 시에서 운영하는 베를린 노면전차(Berliner Straßenbahn) 회사가 설립되었다. 그러나 시영 회사의 재정적 문제로 인하여 1923년 9월 8일 회사가 파산하여 민간 회사인 베를린 노면전차 운영회사(Berliner Straßenbahn-Betriebs-GmbH)가 설립되어서 9월 10일부터 과거 노면 전차 노선의 일부만을 운행했다.
당시에는 통합된 시간표나 운임 체계도 없었다. 베를린 시역이 900 km²에 달할 정도로 컸기 때문에 이는 심각한 문제로 받아들여졌다. 에른스트 로이터는 베를린 내각(Magistrat)에서 교통 및 배급 운영사(Dezernat für Verkehr und Versorgungsbetriebe)의 설립을 담당했고, 이 문제를 해결하기 위한 조치를 취하기 시작했다. 1927년 3월 9일 베를린 노면전차 운영회사, 호흐반게젤샤프트, 전 베를린 버스 주식회사와 연합 계약을 체결하여 1927년 3월 15일부터 노면전차, 도시철도, 버스에 20페니히 통합 운임 체계를 도입했다. 초기에는 도시철도와 노면전차의 노선간 및 도시철도와 노면전차간 환승을 허용했으나, 1928년 1월 1일부터 버스가  도시철도와 노면전차간 1회 무료 환승을 도입했다.
당시에는 통합된 시간표나 운임 체계도 없었다. 베를린 시역이 900 km²에 달할 정도로 컸기 때문에 이는 심각한 문제로 받아들여졌다. 에른스트 로이터는 베를린 내각(Magistrat)에서 교통 및 배급 운영사(Dezernat für Verkehr und Versorgungsbetriebe)의 설립을 담당했고, 이 문제를 해결하기 위한 조치를 취하기 시작했다. 1927년 3월 9일 베를린 노면전차 운영회사, 호흐반게젤샤프트, 전 베를린 버스 주식회사와 연합 계약을 체결하여 1927년 3월 15일부터 노면전차, 도시철도, 버스에 20페니히 통합 운임 체계를 도입했다. 초기에는 도시철도와 노면전차의 노선간 및 도시철도와 노면전차간 환승을 허용했으나, 1928년 1월 1일부터 버스가 환승 체계에 편입되었다.
통합 운임 시행 이후 통합 운임으로는 세 회사간의 공평한 수익 분배가 어려웠음이 나타났다. 여전히 세 회사는 독립적으로 운영되었고, 민영 버스 및 지하철 회사는 시영 회사에 비해서 세금 조건에서 불리했다. 호흐반게젤샤프트는 자본금에 대한 높은 세금을 지출했으나 영업 이익은 그에 비례하지 않았다.
한 회사에서 공동으로 교통 문제를 담당하기 위해서 1928년 12월 10일 베를린 교통 주식회사(Berliner Verkehrs-Aktiengesellschaft, BVG)가 설립되었다. 설립 당시 자본금은 4억 라이히스마르크였다.
1928년 초에 에른스트 로이터는 Vorwärts 신문에 자신의 베를린 교통 체계 확장에 대한 글을 기고했고, 차량 구매 및 자금 조달 계획도 언급되었다.

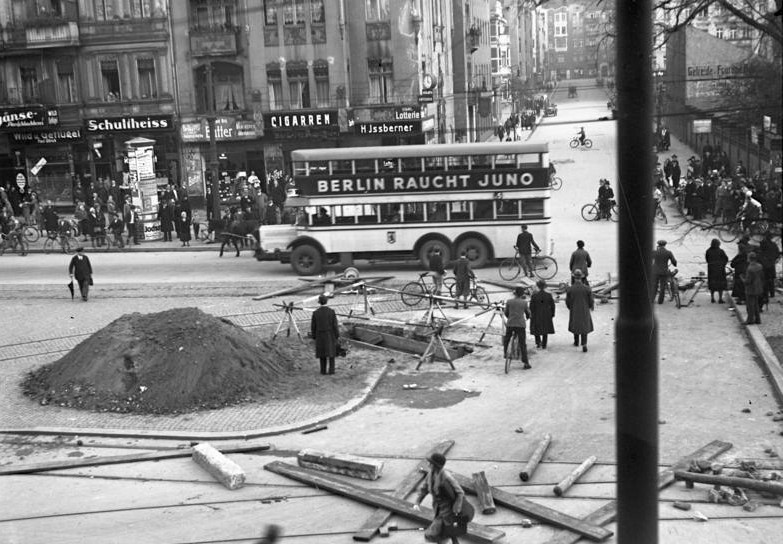
1932년 BVG 파업, 쇠네베르크 지역의 봉쇄

1929년 1월 1일부터 BVG 운영이 시작되었다. 설립 몇 주 후 도시 철도 확장 계획이 제시되었지만 그 중 일부만이 실현되었다.
1932년 11월 BVG 파업은 바이마르 공화국 후반부의 최대 규모 노사 분쟁이었다.
나치 독일 시기 율리우스 리페르트(Julius Lippert) 베를린 교통국장은 NSDAP 정치인이자 후에 무장친위대 소속이 된 요하네스 엥겔(Johannes Engel)을 BVG 이사회 대표로 임명했다. 이사회 대부분과 대부분 중간 관리직은 해임되거나 해촉되었다. 1934년 빌헬름 베닝호프(Wilhelm Beninghoff)가 사장으로 취임했다. 제2차 세계 대전 중에는 4,000명의 강제 노동자를 고용했고, 이들을 수용하기 위한 수용소를 건설했다.

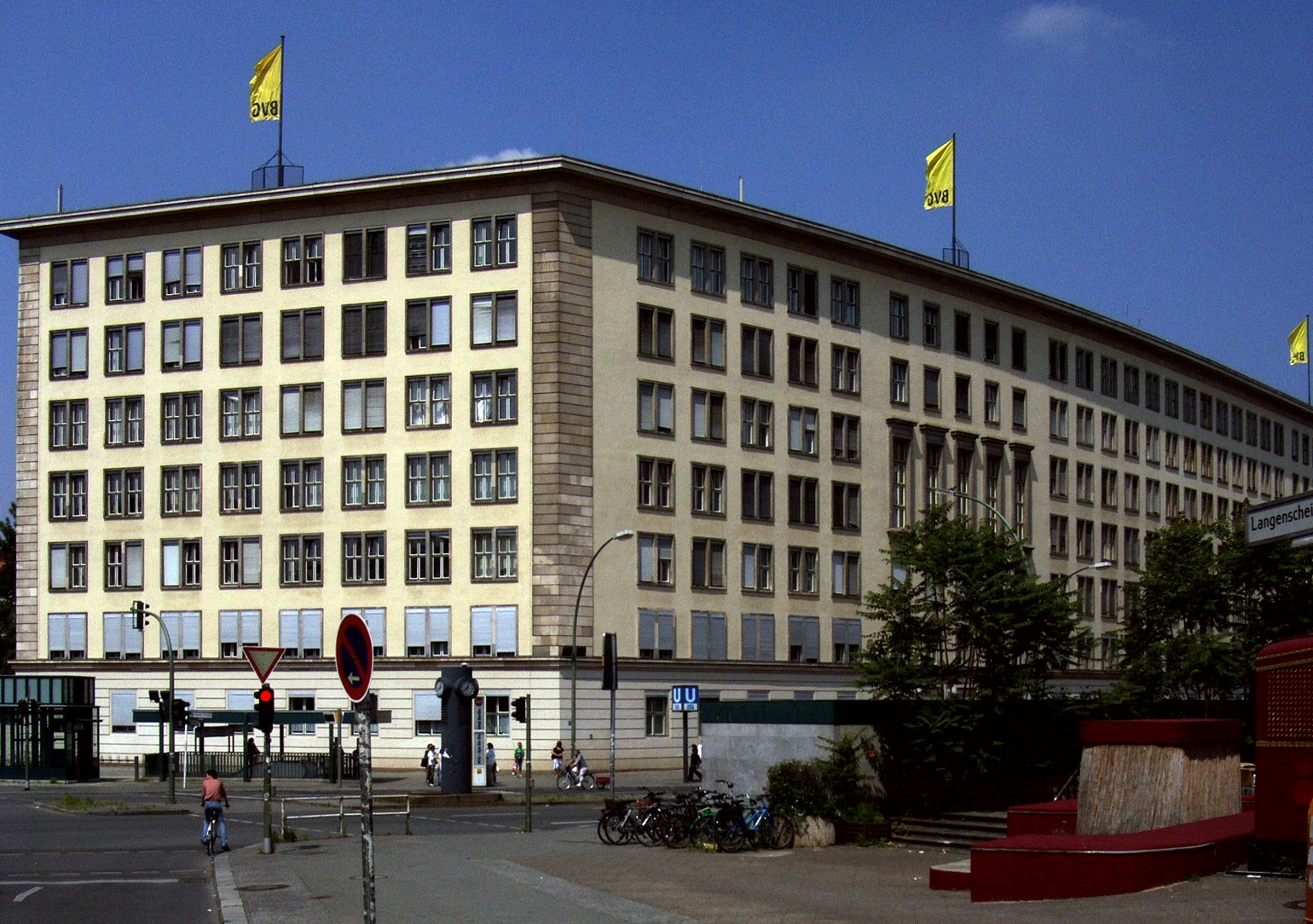
1945년부터 2008년까지 쇠네베르크에 있었던 BVG 본사

1938년부터는 Berliner Verkehrs-Betriebe라는 이름으로 시에서 직영하게 되었다. 회사의 이름은 변경되었으나 약칭은 변경되지 않았다. 베를린 분단으로 인하여 1949년 8월 1일부터 동베를린 부서가 신설되었으며, 1969년 1월 1일부터는 VEB Kombinat Berliner Verkehrsbetriebe(BVB)라는 독립된 회사가 되었다.

1984년에서 1994까지 서베를린의 S반을 운영했고, 1989년부터 1991년까지는 M반을 운영했다.

### 1990년 이후
독일의 재통일 이후 서베를린 BVG와 동베를린 BVB는 1992년 1월 1일 BVG라는 이름으로 다시 합병되었다. 1994년에는 공공 기관으로 지정되었다.
2004년 12월 12일 메트로트램 및 메트로버스 노선으로 구성된 메트로 노선(Metronetz)이 도입되었다. 다수요 지역을 최단 거리로 잇는 것을 목적으로 한다. 매일 24시간 운행하며, 6시부터 21시까지는 최대 배차 간격 10분으로 운행한다.
2008년 8월 야노비츠브뤼케역 근처의 Trias 빌딩으로 본사를 이전했다. 과거의 포츠다머 슈트라세 및 로자룩셈부르크슈트라세에 있었던 건물은 2008년에 3600만 유로에 매각되었다. Trias로의 이전은 300만 유로가 소요되었으며, 월 임대료는 초기에 24만 6000 유로, 2014년부터는 25만 6500 유로, 2019년부터는 26만 6000 유로가 되었고, 추가 관리비는 95,000 유로이다. 버스 및 지하철 관제소는 2015년까지 임대되었다. Trias 빌딩은 BVG 소유가 아닌 임대 건물이다. 2015년 8월 프리드리히스펠데 기지 근처에 지하철 관제소가 새로 건설되었다.

## 기업

### 재정
BVG의 주 수입원은 공공 보조금, 운임, 기타 수입이다. 2007년 기준 평균운임 대비 원가보전율은 67%였고, 2013년에는 99%까지 상승했다. 2014년에는 740만 유로 영업 이익을 내면서 흑자를 보았다.

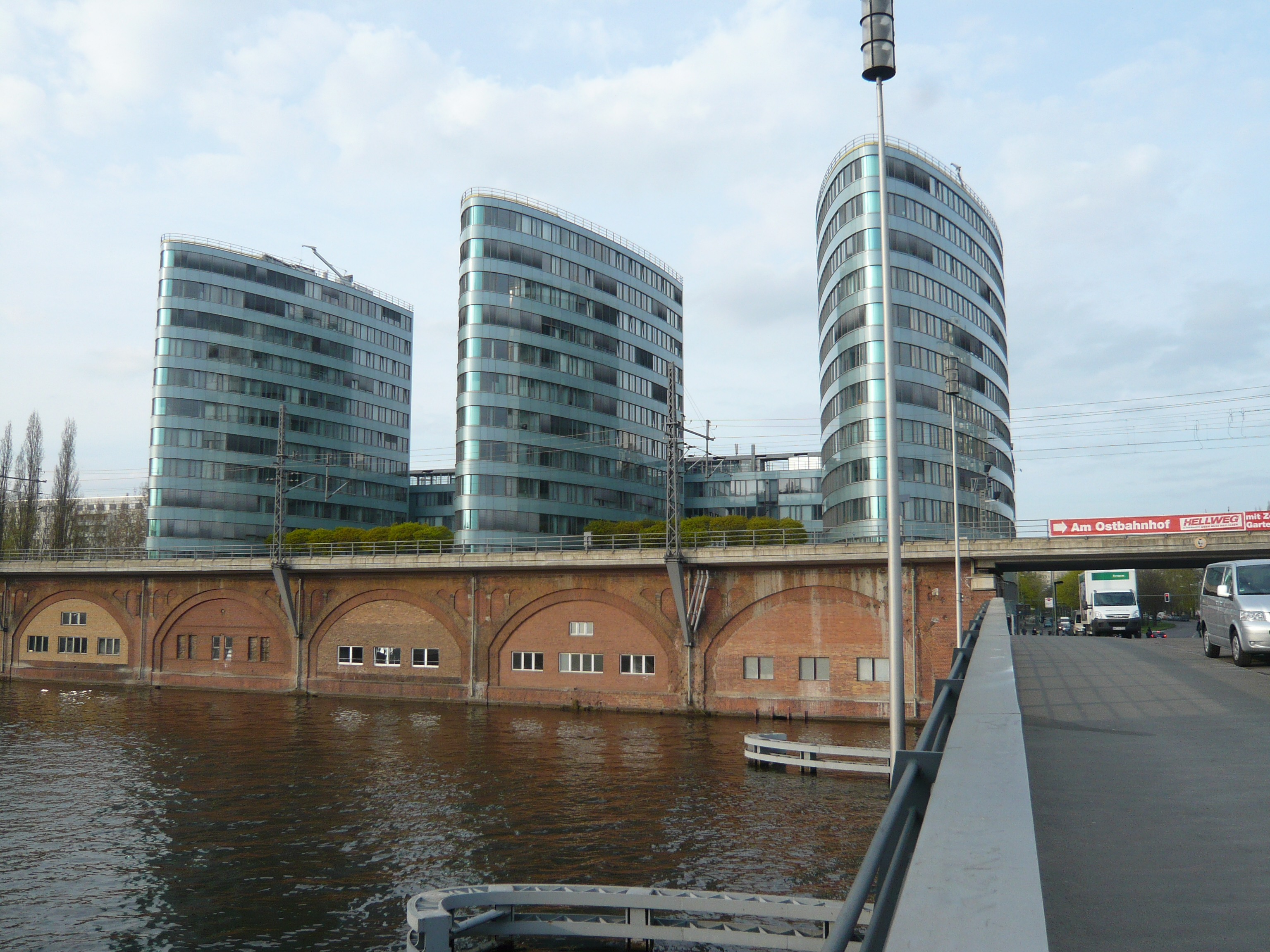
2008년 이후 BVG 본사인 Trias

| 연도 | 매출액        | 공공 보조금  | 영업 이익     |
| ---- | ------------- | ------------ | ------------- |
| 2005 | 6억 4400만 €  | 4억 1200만 € | 2억 3500만 €  |
| 2006 | 6억 3600만 €  | 3억 700만 €  | −2300만 €     |
| 2007 | 6억 2400만 €  | 3억 800만 €  | −5900만 €     |
| 2008 | 6억 100만 €   | 2억 7200만 € | −2억 4600만 € |
| 2009 | 6억 6200만 €  | 2억 8300만 € | −6600만 €     |
| 2010 | 6억 6600만 €  | 2억 8100만 € | −7800만 €     |
| 2011 | 6억 7800만 €  | 2억 8900만 € | −7100만 €     |
| 2012 | 7억 €         | 2억 6400만 € | −5800만 €     |
| 2013 | 7억 4100만 €  | 2억 6800만 € | −1700만 €     |
| 2014 | 8억 €         | 2억 8300만 € | 700만 €       |
| 2015 | 8억 2100만 €  | 2억 8600만 € | 1830만 €      |
| 2016 | 11억 8600만 € | 3억 500만 €  | 1170만 €      |
| 2017 | 12억 100만 €  | 3억 300만 €  | 1290만 €      |

### 자회사
자회사인 URBANIS GmbH에서는 교통 시설과 도로변의 상업 시설을 임대한다.
| VerkehrsConsult Dresden-Berlin GmbH (VCDB), 드레스덴                                      | 25.1% |
| VDV eTicket Service GmbH &amp; Co. KG, 쾰른                                               | 2.54% |
| IFB Institut für Bahntechnik GmbH, 베를린                                                 | 7.7%  |
| Partner für Berlin Holding Gesellschaft für Hauptstadt-Marketing mbH, 베를린              | 4.1%  |
| BVG Beteiligungsholding Verwaltungsgesellschaft mbH, 베를린                               | 100%  |
| BVB Bus-Verkehr-Berlin KG Omnibus-Betriebs- und Verwaltungsgesellschaft mbH & Co., 베를린 | 25.1% |
| BVG Beteiligungsholding GmbH & Co. KG, 베를린 자회사:                                     | 100%  |
| • URBANIS GmbH, 베를린                                                                    | 100%  |
| • BT Berlin Transport GmbH (BT), 베를린                                                   | 100%  |
| • IOB Internationale Omnibusbahnhof-Betreibergesellschaft mbH, 베를린                     | 100%  |
| • BVG Projekt GmbH, 베를린                                                                | 100%  |

### 이사회 및 사장
1929년 설립 이후 BVG 이사회 최대 인원 수는 5명이었다.

2005년 봄 안드레아스 폰아르님(Andreas von Arnim)이 급사하면서 새로운 임원 구인 끝에 안드레아스 슈트르모프스키(Andreas Sturmowski)가 2010년까지 새로운 사장이 되었다. 2010년 5월 28일 BVG 회사는 지크리트 에벨린 니쿠타(Sigrid Evelyn Nikutta)를 새로운 사장으로 임명했다. 그의 임기 시작은 2010년 5월 1일이었다. 2019년 DB 카고로 이직하면서 에바 크라이엔캄프(Eva Kreienkamp)가 새로운 사장으로 임명되었다.

## 노선망
BVG의 교통망이 도달하는 면적은 약 1000 km²이며, 연선상 인주는 약 340만 명이다.

### 지하철

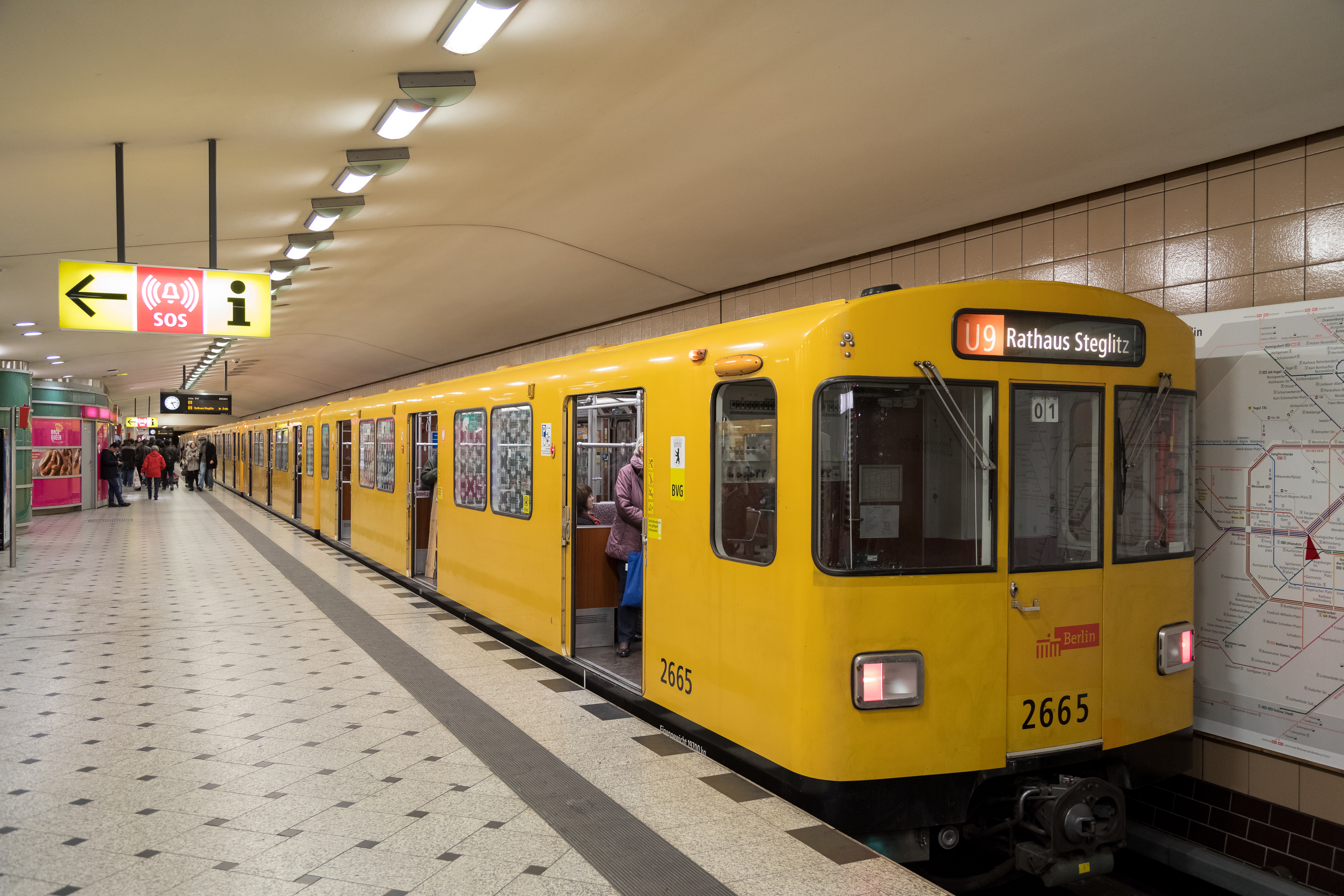
동물원역 U9 승강장에 정차한 F형 열차

BVG는 노선 수와 역 개수로 독일어권 국가에서 가장 큰 지하철 노선을 운영한다. 총 노선은 9개 있으며, 주말에는 U4 노선을 제외하고 24시간 운영한다.

### 노면전차
BVG에서 운영하는 노면전차 노선은 22개 있으며, 이 중에는 24시간 운영하는 메트로트램 노선 9개가 있다. 메트로트램 노선의 주간 최대 배차 간격은 10분, 야간 최대 배차 간격은 30분이다.

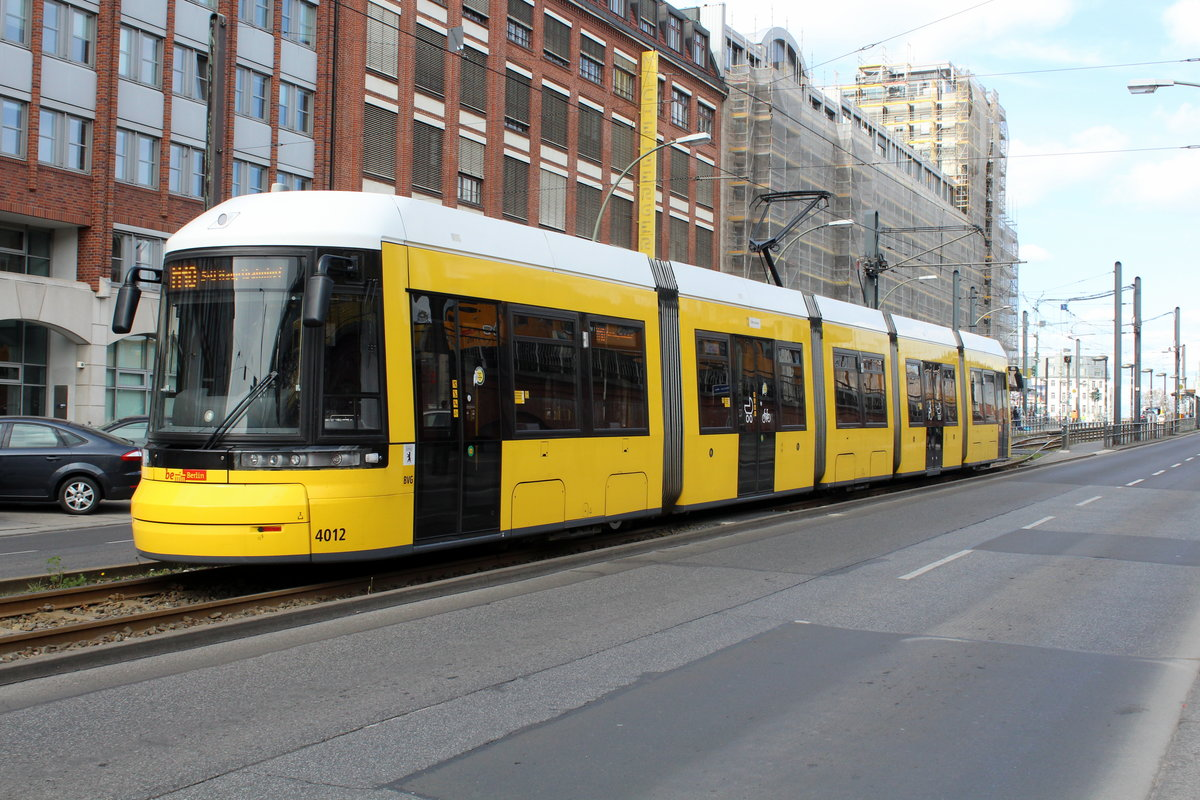
저상 노면 전차 플렉시티 베를린

서베를린과 동베를린의 서로 다른 교통 정책으로 과거 서베를린에서는 노면전차를 전부 폐선했지만, 동베를린에서는 주요 교통 체계로 지정했다. 통일 이후 서베를린 지역으로 일부 노선이 연장되었다.

### 버스

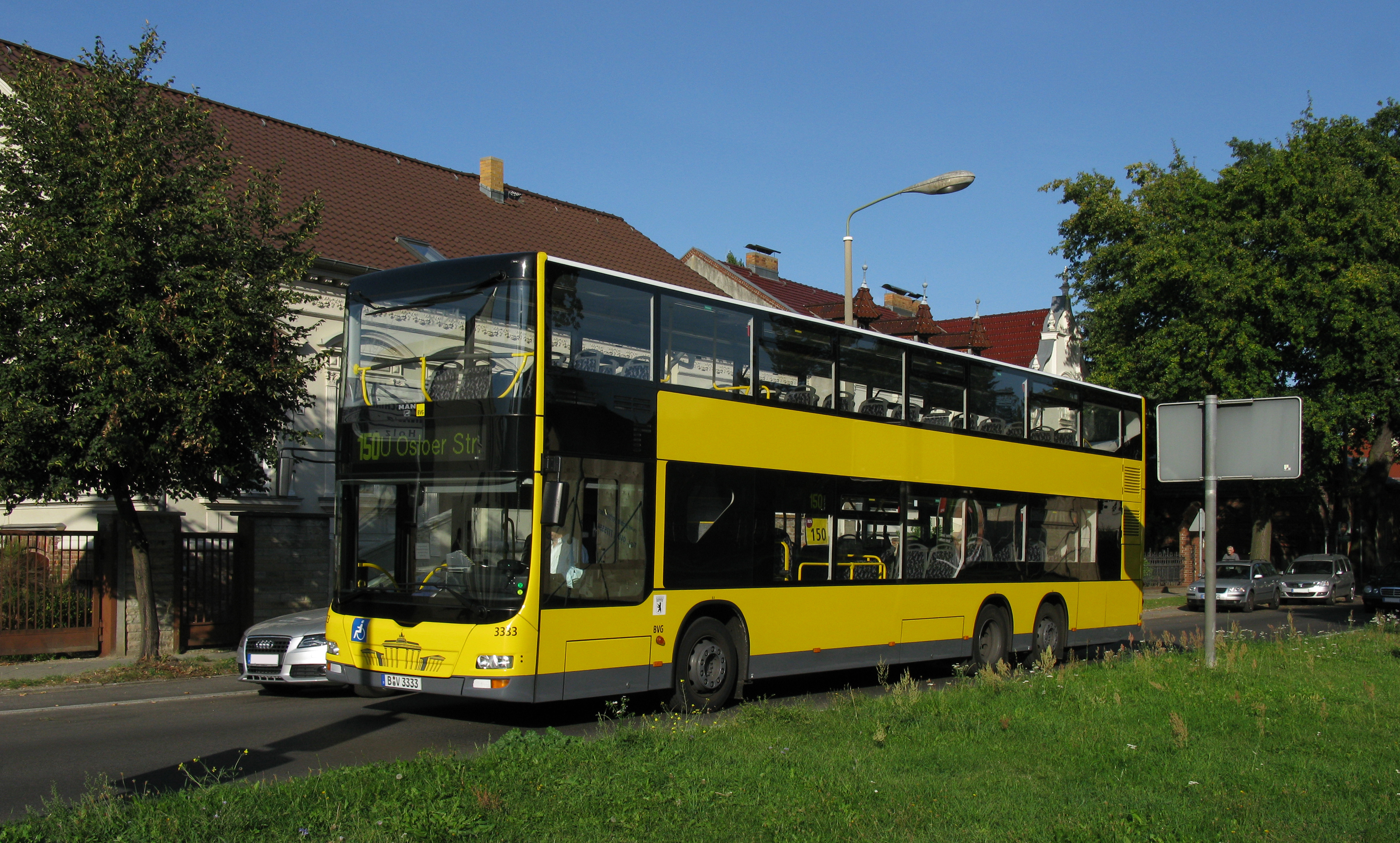
150번을 운행하는 MAN 라이온스 시티 DD형 2층 버스

시내버스용 다양한 버스 차량을 보유하고 있다. 유명한 2층 버스 외에도 1층 버스와 1990년대 이후에 도입된 굴절 버스가 있다. 야간 시간대 운행 및 외곽 지역으로의 운행은 소형 및 중형버스를 사용한다. 주간 노선은 152개, 메트로버스 노선 17개(24시간 운행, M 노선), 급행 버스 노선 13개(X 노선), 별도의 야간 버스 노선 45개(N 노선)가 있다.

2015년 8월부터 2019년 10월까지 204번 노선(베를린 동물원-쥐트크로이츠역)에서 배터리식 전기버스 시범 운행이 진행되었다.
2019년 10월까지 솔라리스와 메르세데스-벤츠에서 전기 버스 30대를 납품받았다. 전장 12 m에 냉난방 단층 버스이며 총 승객 70명을 수용할 수 있다. 최대 운행 거리는 150 km이며 유선으로 충전된다. 주 운행 노선은 142, 194, 259, 300, 347번이다.
2020년 8월 27일 200번 노선에 솔라리스 우르비노 18(Urbino 18) 전기 굴절 버스가 도입되었다.

### 페리

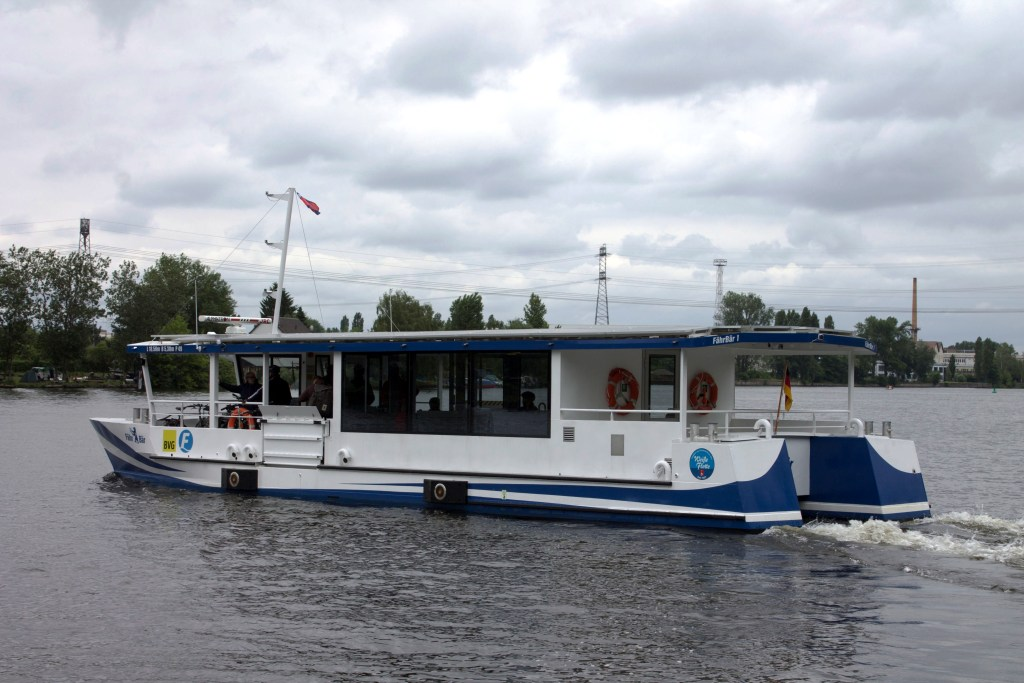
바이세 플로테에서 운영하는 BVG 페리

BVG는 위탁을 통해서 베를린 시내에서 연락선 노선 6개를 운영하며, 이 중 3개는 여름에만 운영한다. 바이세 플로테 GmbH(Weiße Flotte GmbH)에서 5개, 슈테른 운트 크라이스시프파르트 GmbH(Stern und Kreisschiffahrt GmbH)에서 1개 노선을 운영한다.

### 정보 시스템
BVG의 지하철, 버스, 노면전차 운영 시스템은 다음과 같다.
- RBL(Rechnergestützes Betriebsleitsystem), LISI(Leit-, Informations- und Sicherungsystem)
- 차량 및 승무원 배차 시스템 IVU.Suite
- 운행 정보 안내 시스템 DAISY(Dynamisches Auskunfts- und Informationssystem)
- 버스: 디지털 무선 Tetrapol
- 지하철: 디지털 무선 TETRA
- 노면전차: 아날로그 무선

## 과거 운영

### S반
1984년 1월 9일부터 1993년 12월 31일까지 서베를린에서의 S반 노선을 운영했다. 반면 동베를린의 S반 노선은 계속 독일국영철도에서 운영했다. 독일국영철도와 독일연방철도가 도이체 반으로 합쳐지면서 1994년 1월 1일부터 S반 전 노선을 관할하게 되었다.

### 무궤도 전차
1933년부터 1965년까지 슈판다우구 및 슈테글리츠구에서는 서로 연결되지 않은 무궤도 전차 노선 3개가 있었다.
- A31: 슈판다우 중앙역(현재의 슈트레소역)에서 가르텐슈타트 슈타켄, 6.7 km
- A32: 브라이텐바흐플라츠역-마리엔펠데역, 9.4 km
- A97: 라트하우스 슈테글리츠역-마리엔도르프 카이저슈트라세, 4.8 km, 과거 미터 궤간 노면 전차 노선 대체

동베를린 BVG에서는 미테구, 프리드리히스하인구, 프렌츨라우어 베르크구, 리히텐베르크구에 무궤도 전차 노선 4개가 있었다.
- O40: 동역-로베르트코흐플라츠
- O14: 뢰퍼플라츠-리히텐베르크역, 그루너슈트라세/클로스터슈트라세까지 연강되면서 O30번이 되었다.
- O30: 알렉산더 광장, 그라이프스발더 슈트라세, 디미트로프슈트라세(1990년 이후 단치거 슈트라세), 레닌알레(1992년 이후 란트스베르거 알레), 포르켄베크플라츠, 뢰퍼플라츠. 1954년 4월 29일 오스트링 방면 노선이 폐선되었다.
- O37: 레닌알레/디미트로프슈트라세 교차점-리히텐베르크역. A41, A37 무궤도 전차 노선에서 갈라졌다.

무궤도 전차 노선의 최대 길이는 45.5 km였다.
2019년-2023년 대중 교통 계획안에서는 슈판다우 지역에 무궤도 전차 노선 재도입이 포함되었다. M32, M39, X49, X34번 버스 노선이 운행하는 24 km 구간 및 슈판다우에 도입 예정인 노면 전차 노선과 상호 보완 관계이다. 일부 구간에만 전차선이 설치되고 나머지는 운행 중 충전 가능한 차량 내 배터리로 운행해야 한다. 최종적으로는 노선 15개, 노선망 235 km가 계획되어 있고 이 중 148 km에는 전차선이 설치된다. 무궤도 전차 운행용으로 차량 190대가 도입될 예정이며, 굴절 버스 115대 및 이중 굴절 버스 75대로 이루어져 있다. 차량 도입과 전차선 설치에는 3억 유로 예산이 계획되었다. 2025년 첫 단계 구간으로 M32 노선을 무궤도 전차화할 예정이며, 이중 굴절 버스를 사용할 계획이다.  2023년 착공이 예정되어 있었다. 2022년 10월에는 이 계획을 중단하고 종착지에서 충전 가능한 이중 굴절 버스로 대체되었다.

### M반
1983년부터 서베를린 포츠담 광장 일대에 도시교통형 자기부상열차 M반이 개통되었다. 독일의 재통일 이후 베를린 장벽으로 분리되었던 U2 노선의 복구를 위해서 1992년에 철거되었다. 쇠네펠트 공항 철도역과 공항 터미널 사이를 잇는 노선 건설 역시 계획 단계에서 취소되었다.

## 디자인
서베를린 BVG와 동베를린 BVB의 합병 이후 MetaDesign에 기업 디자인을 의뢰했다. 차량, 정류장, 정보 시스템, 안내 시스템에 적용되는 기본 색상, 글꼴, 활자 크기가 규정되어 있다.

### 색상
기본 색상은 다음과 같다.
| 목적             | 색상명         | RAL      | CMYK        | RGB(16진)               |
| ---------------- | -------------- | -------- | ----------- | ----------------------- |
| BVG 로고 주 색상 | Verkehrsgelb   | RAL 1023 | 0,5,100,0   | 240, 215, 34 (#F0D722)  |
| 교통 수단별      |                |          |             |                         |
| U반 주 색상      | Verkehrsblau   | RAL 5017 | 100,50,0,10 | 17, 93, 145 (#115D91)   |
| 노면전차 주 색상 | Verkehrsrot    | RAL 3020 | 0,100,100,0 | 190, 20, 20 (#BE1414)   |
| 버스 주 색상     | Verkehrspurpur | RAL 4006 | 40,100,0,0  | 149, 39, 110 (#95276E)  |
| 페리 주 색상     | Lichtblau      | RAL 5012 | 80,20,0,0   | 82, 141, 186 (#528DBA)  |
| U반 노선         |                |          |             |                         |
| U1 주 색상       | Gelbgrün       | RAL 6018 | 70,0,100,10 | 125, 173, 76 (#7DAD4C)  |
| U2 주 색상       | Blutorange     | RAL 2002 | 0,85,100,0  | 218, 66, 30 (#DA421E)   |
| U3 주 색상       | Türkisgrün     | RAL 6016 | 100,30,80,0 | 0, 122, 91 (#007A5B)    |
| U4 주 색상       | Verkehrsgelb   | RAL 1023 | 0,5,100,0   | 240, 215, 34 (#F0D722)  |
| U5 주 색상       | Rehbraun       | RAL 8007 | 55,80,90,10 | 126, 83, 48 (#7E5330)   |
| U6 주 색상       | Blaulila       | RAL 4005 | 55,65,0,5   | 140, 109, 171 (#8C6DAB) |
| U7 주 색상       | Lichtblau      | RAL 5012 | 80,20,0,0   | 82, 141, 186 (#528DBA)  |
| U8 주 색상       | Enzianblau     | RAL 5010 | 100,60,0,20 | 34, 79, 134 (#224F86)   |
| U9 주 색상       | Pastellorange  | RAL 2003 | 0,55,100,0  | 243, 121, 29 (#F3791D)  |
| 차량             |                |          |             |                         |
| 차량 천장부      | Verkehrsweiß   | RAL 9016 | 5,0,0,0     | 252, 255, 255 (#FCFFFF) |
| 차량 차체        | Verkehrsgelb   | RAL 1023 | 0,5,100,0   | 240, 215, 34 (#F0D722)  |
| 차량 바닥부      | Schiefergrau   | RAL 7015 | 15,0,0,80   | 89, 91, 98 (#595B62)    |

### 타이포그래피
BVG에서 의뢰하여 개발한 회사 글꼴은 FF Transit이다. 픽토그램과 역명판에는 별도의 특별 글꼴이 사용된다. BVG에서 개발된 글꼴은 독일 내의 다른 교통 기관에서도 사용되기도 한다. 아드리안 프루티거가 개발한 Frutiger 글꼴을 기반으로 하며, 1990년대 초반에 MetaDesign에서 개발되었다. 그러나 모든 곳에서 회사 글꼴이 일관적으로 사용되지는 않는다.

## 참고 문헌
- Ernst Reuter: Rationalisierung der Berliner Verkehrsbedienung. In: Verkehrstechnik, 9. Jg., Heft 26 (29. Juni 1928), S. 437–439.
- Ernst Reuter: Die Gründung der Berliner Verkehrs-A.-G. In: Verkehrstechnik, 9. Jg., Heft 50 (14. Dezember 1928), S. 917–919.
- Die BVG und ihr Betrieb 1934. 1934, hrsg. von der Berliner Verkehrs-Aktiengesellschaft (BVG). Restaurierter und digitalisierter Nachdruck 2019 durch den GVE-Verlag, Berlin, ISBN 978-3-89218-934-3. Nachdruck 1980 durch den Verlag J. O. Slezak, Wien, ISBN 3-900134-67-7.
- BVGer in der ersten Reihe. BVG-Arbeiter gestalten Geschichte 1945–1952. 1973, hrsg. von der Betriebsparteiorganisation der SED – Kommission zur Erforschung der Betriebsgeschichte – im VEB Kombinat Berliner Verkehrsbetriebe.
- 50 Jahre BVG: ein Rückblick auf ein Stück Berliner Verkehrsgeschichte. Berliner Verkehrs-Betriebe (BVG), Berlin 1979.
- Claus Garbe: Gesundheitszustand und gesundheitliche Risiken von Linienbusfahrern in Berlin (West), SozEp-Berichte 2/1981, Dietrich Reimer Verlag, Berlin 1981, ISBN 3-496-02069-5.
- Sigurd Hilkenbach, Wolfgang Kramer: Typisch Berlin – Ein BVG-Porträt. 1987, überarbeitete Festschrift „50 Jahre BVG“, hrsg. von den Berliner Verkehrs-Betrieben, Eigenbetrieb von Berlin (BVG).
- Aus rot wird braun. die BVG nach 1933. Ausstellung im U-Bahnhof Alexanderplatz. 16. Mai – 31. Dezember 2013.
- Heinz Reif (2007). 《Mobilität für alle – 75 Jahre BVG, 1929–2004. Festschrift zum 75. Jubiläum》. Berlin. 2014년 10월 15일에 원본 문서에서 보존된 문서. 2023년 2월 5일에 확인함.
- Christian Dirks, Jörg Pache, Thorsten Beck (2015). 《Aus Rot wird Braun. Die BVG 1929–1945》. Halle (Saale): Mitteldeutscher Verlag. ISBN 978-3-95462-542-0.